# 蒙塔尔多博尔米达
蒙塔尔多博尔米达（義大利語：Montaldo Bormida），是意大利亚历山德里亚省的一个市镇。总面积5.57平方公里，人口713人，人口密度128.0人/平方公里（2009年）。ISTAT代码为006104。